# Avalon (Nouvelle-Zélande)
Pour les articles homonymes, voir Avalon (homonymie).
Avalon est une banlieue de la cité de Lower Hutt située dans le sud de l’Île du Sud de la Nouvelle-Zélande.

## Histoire
La localité d’Avalon fut formée par le développement d’une zone résidentielle privée dans les années 1970 sur des terres auparavant occupées par les jardins nommés market (en) sur la rive gauche (donc à l'est) du fleuve Hutt. Elle se caractérise par des maisons bungalows du type de celles de la Californie, souvent de plain-pied avec 3 ou 4 chambres.

## Situation
Le conseil de la cité de Hutt (en) définissait autrefois Avalon comme la zone limitée par Percy Cameron Street et le Wingate Overbridge au nord, la ligne de chemin de fer de la vallée de Hutt (en) à l’est, Fairway Drive et Daysh Street au sud, et le fleuve Hutt à l’ouest.

## Studios d’Avalon
Avalon attira l’attention de la plupart des Néo-Zélandais comme étant le premier centre de production d’émission de la télévision en Nouvelle-Zélande (en) diffusant dans tout le pays et particulièrement lors de l’ouverture en 1975 du centre de fonctionnalité (en). Étant donné que la Nouvelle-Zélande commença une diffusion régulière de la télévision publique pour la première fois qu'en 1960, et institua un réseau de télévision en 1970 avec seulement une chaîne de télévision, que c'était une propriété de l’état, accessible pour les téléspectateurs mais qui restait le seul fournisseur de programme de télévision, elle acquit une position de monopole avec une immense influence dans les médias en Nouvelle-Zélande (en) et le nom d’Avalon résume et exprime son influence majeure pendant de nombreuses années.
Mais Avalon devint aussi le point de focalisation de l’industrie du film en Nouvelle-Zélande (à travers la construction de la société National Film Unit (en)), que Peter Jackson racheta à la fin des années 1990 et qu'il incorpora dans les installations de la société Park Road Post (en). Avalon fut le siège du show de la télévision de 2002 100 Hours (en).
La Television New Zealand hérita de l’immobilier d’Avalon et maintint certaines fonctions sur place, même à travers son « centre opérationnel », qui fonctionne maintenant dans la cité d’Auckland. Avalon a ainsi continué à produire des émissions télévisées (en) telles que Good Morning (en) et le tirage en direct du Lotto de Nouvelle-Zélande (en).  
Toutefois, en 2011, TVNZ annonça qu’il pourrait vendre le site pour récupérer ses biens en 2013, et transférer les spectacles restant vers Auckland, consolidant ainsi le pôle de diffusion radiophonique d’Auckland,.
En fait, selon des personnalités de la TV basées à Wellington, le mouvement en direction du nord aurait commencé dès 1980 dès la formation de TVNZ, et en conséquence dès la relocalisation des services d’actualité de TV One et de sa direction vers Auckland sous l’action du Premier ministre Rob Muldoon. En fait, en avril 2012, les Studios d’Avalon furent vendus a un consortium nommé « Avalon Holdings », qui en prit possession officiellement au début de 2013,.

## Éducation
La banlieue d’Avalon possède 5 écoles.
- Avalon Intermediate School est une école publique intermédiaire (couvrant les années 7 et 8), avec un effectif de 201 élèves en mars 2019.
- Avalon School est une école publique contribuant au primaire (allant de l’année 1 à 6) avec a un effectif de 221 élèves en mars 2019.
- Kimi Ora School est une école publique spéciale pour les élèves avec des déficiences physiques avec un effectif de 71 élèves en mars 2019.
- Le collège de Naenae (en) est une école publique secondaire (allant de l’année 9 à 13) et qui a un effectif de 726 élèves en mars 2019.
- Naenae Intermediate School est une école publique intermédiaire (allant de l’année 7 à 8), et a un effectif de 337 élèves en mars 2019.